# ぼくたちの関係
『ぼくたちの関係』（ぼくたちのかんけい）は岸裕子による日本の読み切り漫画作品。およびそれを柱とする連作作品群。『デジール』（秋田書店）に掲載された。
岸裕子の数少ないレディースコミック掲載作品である。

## あらすじ
諸岡紘太郎は一流企業の主任で、ばりばりの商社マンであるが、金髪の女性にしか興味を示せないという、いわば金髪コンプレックスを有していた。一方、息子でハーフの諸岡亮は高校2年生にして、やり手の奥様キラーであり、諸岡家の家計を一手に背負っていた。そんな二人の日常は、普通のようでいて、普通とはかなり異なっていた。

## 登場人物
諸岡紘太郎（もろおか こうたろう）
主人公の一人。一流企業MARUSHOの主任。仕事の上ではかなりのアイデアマンで、実績をあげているが、私生活においては金髪の女性しか愛することができない。親族から見合いを勧められても、首を縦に振らないでいる。亡き妻も金髪の外国人で、学生アルバイトの際に、互いにひとめぼれをしたという。妻の名前をつけたジェニー人形をかわいがり、一緒に入浴している。息子のことも金髪だという理由で、寝覚めに襲おうとしている。見えぼうで、やたらとかっこうをつけたがる。以上のような変態だが、御人好しで優しい性格。
岸裕子漫画のセオリーにより、黒髪のキャラクターとして保護者の役割を担わされている。
諸岡亮（もろおか りょう）
主人公の一人。17歳。父親の脳天気ぶりに常に頭を抱えている。父が禁治産者で、その浪費のため中学の修学旅行へゆくことができなかったという過去を持ち、以後諸岡家の家計を管理している。値段の安いスーパーを聞き出すためと、本人の趣味のために、近所の奥様がたを食い物にしており、かなりのテクニシャンでもある。一方で、岸裕子の描く主人公同様、同性にも弱いらしく、江東周のアタックにも抵抗しながらも心を動かされている。本人は気づいていなかったが、亡き母親を慕っており、マザーコンプレックスの側面もある。
諸葛孔明が名前のモデル。ジークロンドの原形でもある。
岸裕子漫画のセオリー通り、金髪のキャラクターとしてわがままで憎めない性格のキャラクターである。
江東周（えとう あまね）
紘太郎と同じ会社の人事課の課長。人の秘密を探るのが趣味。ホモであると公言し、周囲からは結婚を断るための言い訳としか解釈されていないが、真性の同性愛者。亮を脅迫して一度関係を持ち、以後彼につきまとっている。亮のことを真剣に好きになっており、最初に関係を持った後は強気に出られなくなっている。亮に、彼のマザコンの性格を指摘している。
周瑜が名前のモデル。
エルダ
紘太郎の亡き妻で、金髪美人。日本びいきで、息子の名前にデビッドとかリチャードとつけようとした夫に逆らって、亮と命名させている。亮の意識の中では今でも健在であり、亮のことを温かく見守っている。

## 作品
1. ぼくたちの関係（デジール1986年1月25日号）
2. 天真夢枕（デジール1986年6月25日号）
3. 女難金難（デジール1986年10月25日号）
4. 亮くんの憂欝（デジール1987年2月25日号）
5. 純情涙雨（デジール1987年7月号）
6. 大吉小吉（デジール1987年11月号）

- ウィルスは踊る（同人誌「ちょっとティータイム」収録）

## 書誌情報
- 『ぼくたちの関係』朝日ソノラマ、サンコミックスストロベリーシリーズ、1989年1月30日発行